# 島根県道159号出雲平田線
島根県道159号出雲平田線（しまねけんどう159ごう いずもひらたせん）は、島根県出雲市を通る一般県道である。

## 概要
出雲市大津町から出雲市平田町に至る。

### 路線データ
- 起点：島根県出雲市大津町（大津小学校前交差点、国道184号交点）
- 終点：島根県出雲市平田町（南本町交差点、島根県道232号小伊津港線交点）

## 路線状況

### 重複区間
- 島根県道351号出雲路自転車道線（出雲市武志町 - 出雲市西代町）
- 島根県道275号十六島直江停車場線（出雲市西代町）

### 道路施設

#### 橋梁
- 糸川屋橋（湯谷川、出雲市）

## 地理

### 通過する自治体
- 島根県
  - 出雲市

### 交差する道路
| 交差する道路                                                                            | 交差する場所 | 交差する場所              |
| --------------------------------------------------------------------------------------- | ------------ | ------------------------- |
| 国道184号                                                                               | 大津町       | 大津小学校前交差点 / 起点 |
| 国道9号 / 出雲バイパス                                                                  | 大津町       |                           |
| 島根県道161号斐川出雲大社線                                                             | 武志町       |                           |
| 島根県道351号出雲路自転車道線 重複区間起点                                              | 武志町       |                           |
| 島根県道275号十六島直江停車場線 重複区間起点 島根県道351号出雲路自転車道線 重複区間終点 | 西代町       |                           |
| 島根県道275号十六島直江停車場線 重複区間終点                                            | 西代町       |                           |
| 国道431号                                                                               | 平田町       | 京町交差点                |
| 島根県道184号平田荘原線                                                                 | 平田町       |                           |
| 島根県道232号小伊津港線                                                                 | 平田町       | 南本町交差点 / 終点       |

### 交差する鉄道
- 一畑電車北松江線

### 沿線
- 出雲市立大津小学校
- 一畑電車北松江線
  - 武志駅 - 川跡駅 - 大寺駅 - 美談駅 - 旅伏駅
- 斐伊川